# Bekir İrtegün
Bekir İrtegün (Elazığ, 20 april 1984) is een Turks oud-voetballer. İrtegün speelde tussen 2012 en 2014 in het Turks voetbalelftal.

## Clubcarrière
İrtegün speelde als jongvolwassene tussen 2001 en 2002 in de jeugdopleiding van Gaziantepspor, alvorens in 2002 opgenomen te worden in de A-selectie van de club. In de tweede helft van het seizoen 2001/02 speelde hij zijn eerste wedstrijd in de Süper Lig, de hoogste competitie in Turkije. In het volgende seizoen, waarin Gaziantepspor als vierde eindigde, kreeg İrtegün als vaste waarde in de A-selectie speeltijd in zesentwintig competitieduels, waarin hij één doelpunt maakte. In totaal speelde İrtegün in ruim zeven jaar ruim honderdvijftig wedstrijden voor Gaziantepspor, waarvan 148 in de competitie. Het competitieduel tegen Eskisehirspor (1–1) op 29 mei 2009 was zijn laatste wedstrijd in dienst van de club. In juni 2009 tekende İrtegün een contract voor drie jaar bij Fenerbahçe SK, waar hij tot 2015 in actie kwam. Ook hier speelde hij rond de honderdvijftig wedstrijden in de Süper Lig (155), maar een basisspeler werd hij nooit. In het seizoen 2012/13 kwam hij het dichtst bij een vaste rol in de verdediging van Fenerbahçe: hij speelde 26 wedstrijden in de competitie, waarvan 25 met een basisplaats, en speelde zes duels mee in het gewonnen bekertoernooi, waaronder de finale tegen Trabzonspor (1–0) op 22 mei 2013. Tevens kwam hij negenmaal in actie in de UEFA Europa League 2012/13; in de groepswedstrijd tegen Olympique Marseille maakte hij op aangeven van Gökhan Gönül het enige doelpunt (0–1). Op 1 juli 2015 werd de transfer van İrtegün naar Istanbul Başakşehir afgerond. Hij tekende een contract voor drie seizoenen, met een optie voor een extra seizoen. In de eerste wedstrijd van het seizoen 2015/16 tegen Kasımpaşa op 21 augustus (1–0 verlies) maakte hij zijn debuut voor de club.

## Interlandcarrière
Op 26 mei 2012 maakte İrtegün in de oefeninterland in en tegen Finland zijn debuut in het Turks voetbalelftal. Hij begon in het basiselftal en speelde de hele wedstrijd. De Finnen wonnen met 3–2; Burak Yılmaz maakte twee doelpunten voor Turkije. Na deze wedstrijd speelde İrtegün een jaar lang elke wedstrijd van het Turks elftal mee, acht in totaal. Na mei 2013 riep bondscoach Fatih Terim hem anderhalf jaar lang niet op: in november 2014 keerde İrtegün terug in het nationaal elftal voor een vriendschappelijke interland tegen Brazilië, die met 0–4 werd verloren.